# あぁ (大黒摩季の曲)
「あぁ」は、大黒摩季の13thシングル。CDコードはJBDJ-1013。

## 概要
前作の『味いちもんめ』の「ら・ら・ら」に続き、ドラマ『味いちもんめII・京都編』の主題歌に起用された。
初動21万枚で週間2位を記録（1位はX JAPAN「DAHLIA」）も、累計売上は前作の「愛してます」を下回った。
歌詞に出てくる「君」とは、B'zの松本孝弘と稲葉浩志のことである。
大黒が曲作りに行き詰っていた時、偶然同じスタジオに松本と稲葉がおり、がむしゃらに同じフレーズの練習をする2人の姿に感動し、自然と詞が浮かんだという。また、大黒はB'zのサポートメンバーだった頃に松本からアドバイスを受けたことを励みにしており、本作には松本への強いオマージュも込められている。
NHK札幌の「北海道スペシャル」の『厳冬の鉄路に挑む〜「振り子特急」開発物語〜』のテーマソングとしても使用された。
2003年の『24時間テレビ 愛は地球を救う』において、「あぁ」が結婚のきっかけとなった、障害を抱える夫妻への歌のプレゼントとして、会場の日本武道館にサプライズ登場し、「あぁ」と「ら・ら・ら」を歌った。これが「あぁ」のテレビ初披露となった。
ビデオクリップは、発売当時に『NO.』（テレビ朝日系列）などで放送された、様々な人の通勤風景の映像の随所に1番の歌詞が表示されるが、大黒本人は登場しない1バージョン目、その通勤風景の中に大黒が地下道から後姿を撮影されながら現れ、その雑踏の中で「あぁ」の1番を歌っている2バージョン目、レコーディングスタジオでスタッフと話し合いながら製作を進める風景とスタジオで2番を歌う3バージョン目、合計3種類が制作されている。

## 収録曲
1. あぁ
作詞・作曲：大黒摩季　編曲：葉山たけし
テレビ朝日系ドラマ『味いちもんめ2』主題歌
関西版テレビジョンの′96新春ドラマ主題歌特集で、製品版とは異なる歌詞が掲載された。1番のA,Bメロ部分の出だしが「やっぱり友達と遊びたい、映画見たり恋もしたい〜」と言う内容のものであり、2番の歌詞は製品版の1番の部分だった。
2. ガンバルシカナイジャナイ?!
作詞・作曲：大黒摩季　編曲：葉山たけし
今までどのアルバムにも未収録状態となっていたが、2016年に発売されるオールタイム・ベストアルバム『Greatest Hits 1991-2016 〜All Singles +〜』にて初めて収録される。
3. あぁ（オリジナル・カラオケ）
4. ガンバルシカナイジャナイ?!（オリジナ・カラオケ）